# Penstemon thompsoniae
Penstemon thompsoniae är en grobladsväxtart som först beskrevs av Samuel Frederick Gray, och fick sitt nu gällande namn av Per Axel Rydberg. Penstemon thompsoniae ingår i släktet penstemoner, och familjen grobladsväxter.

## Underarter
Arten delas in i följande underarter:
- P. t. jaegeri
- P. t. thompsoniae

## Bildgalleri

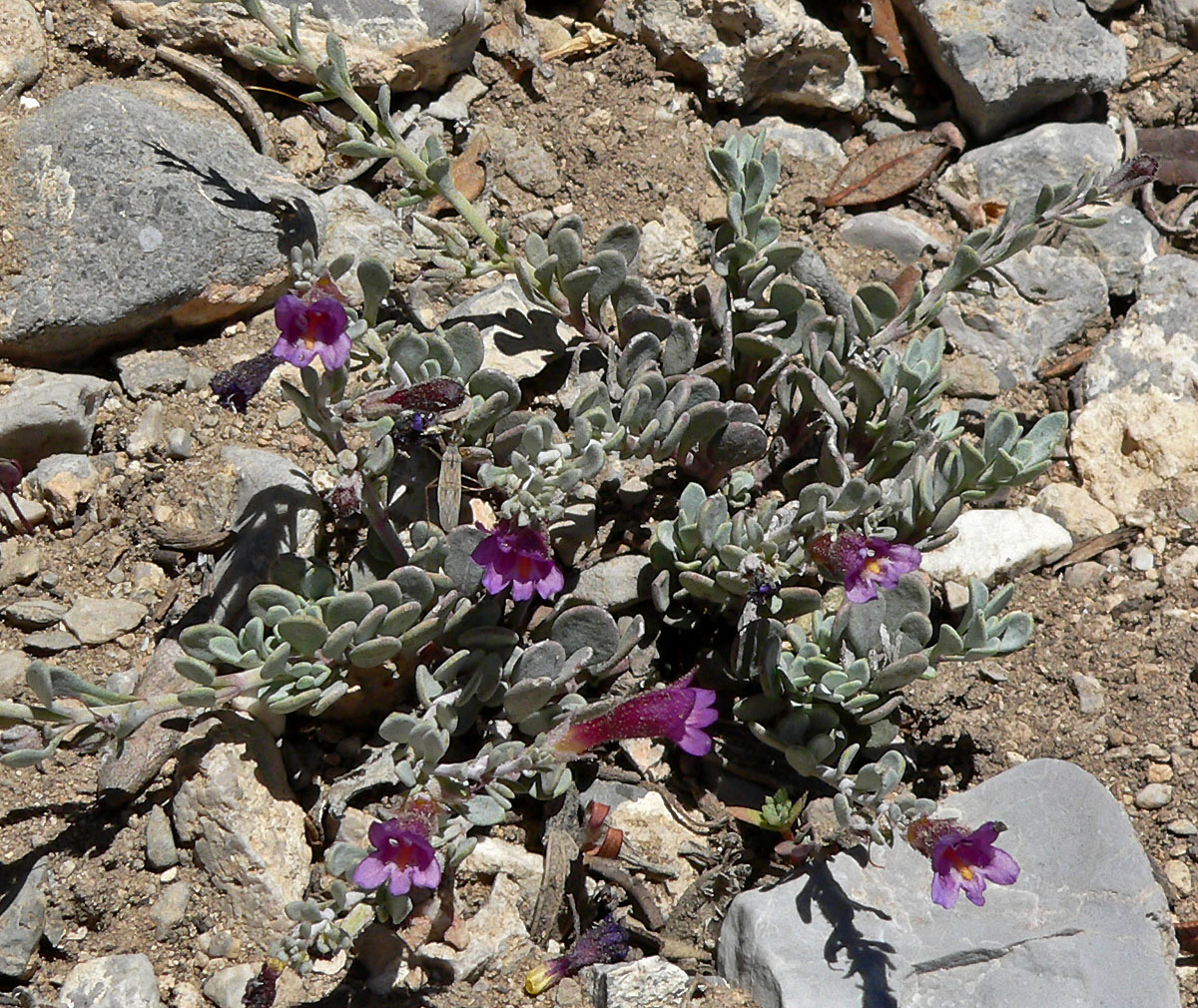
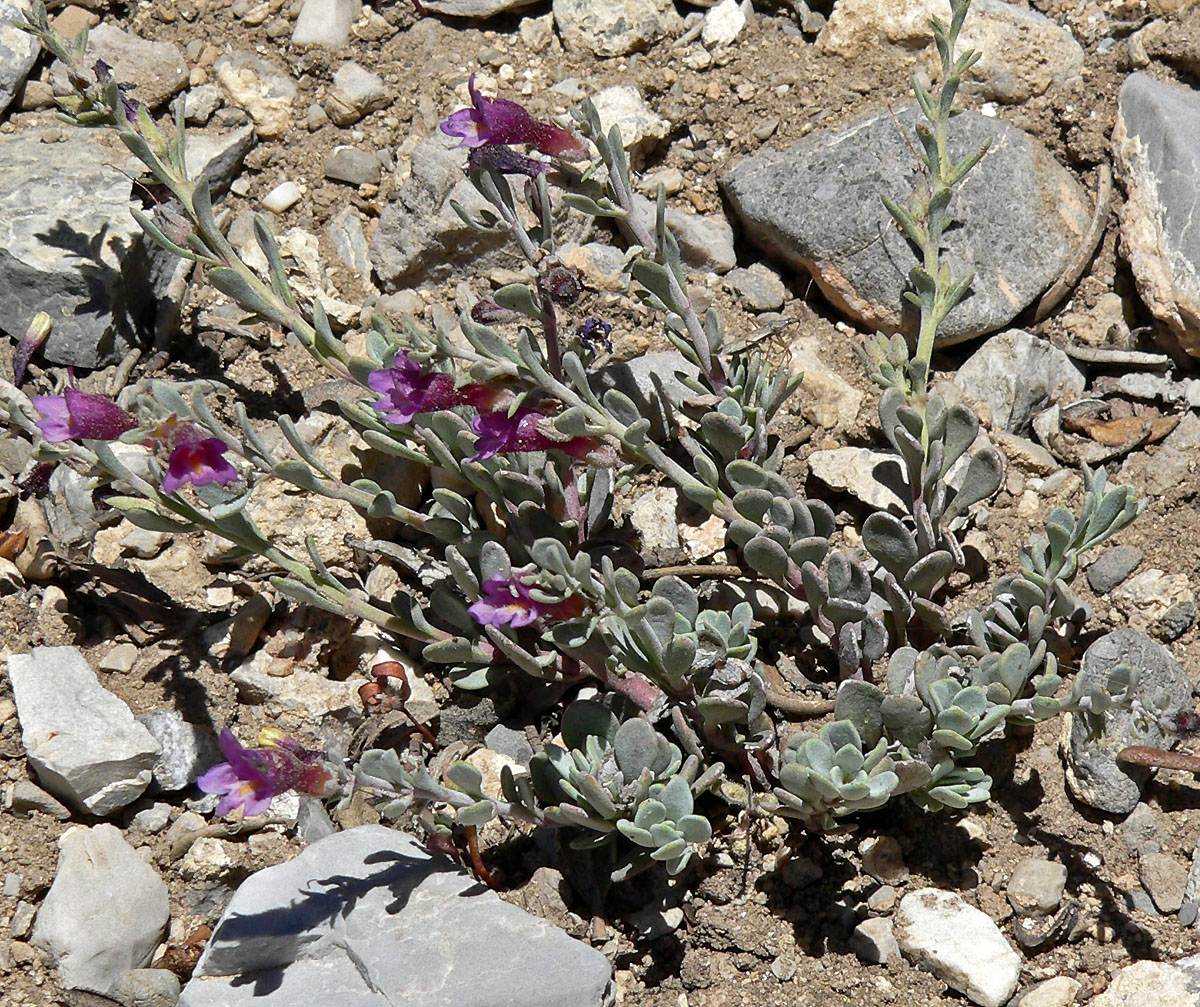
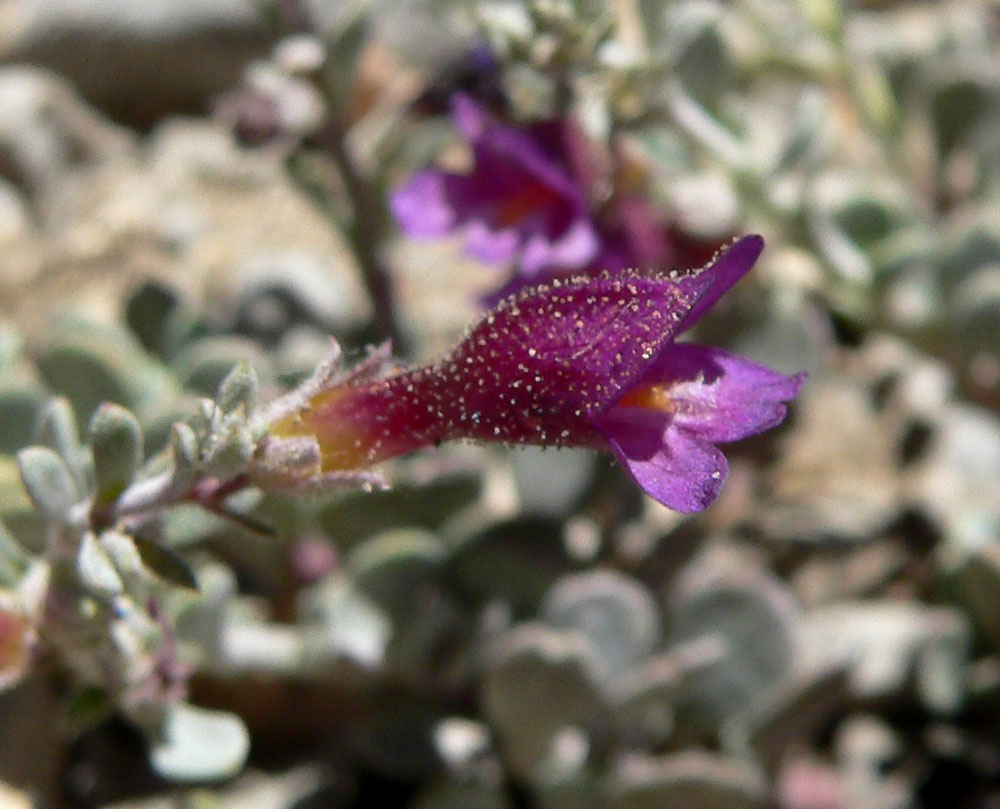
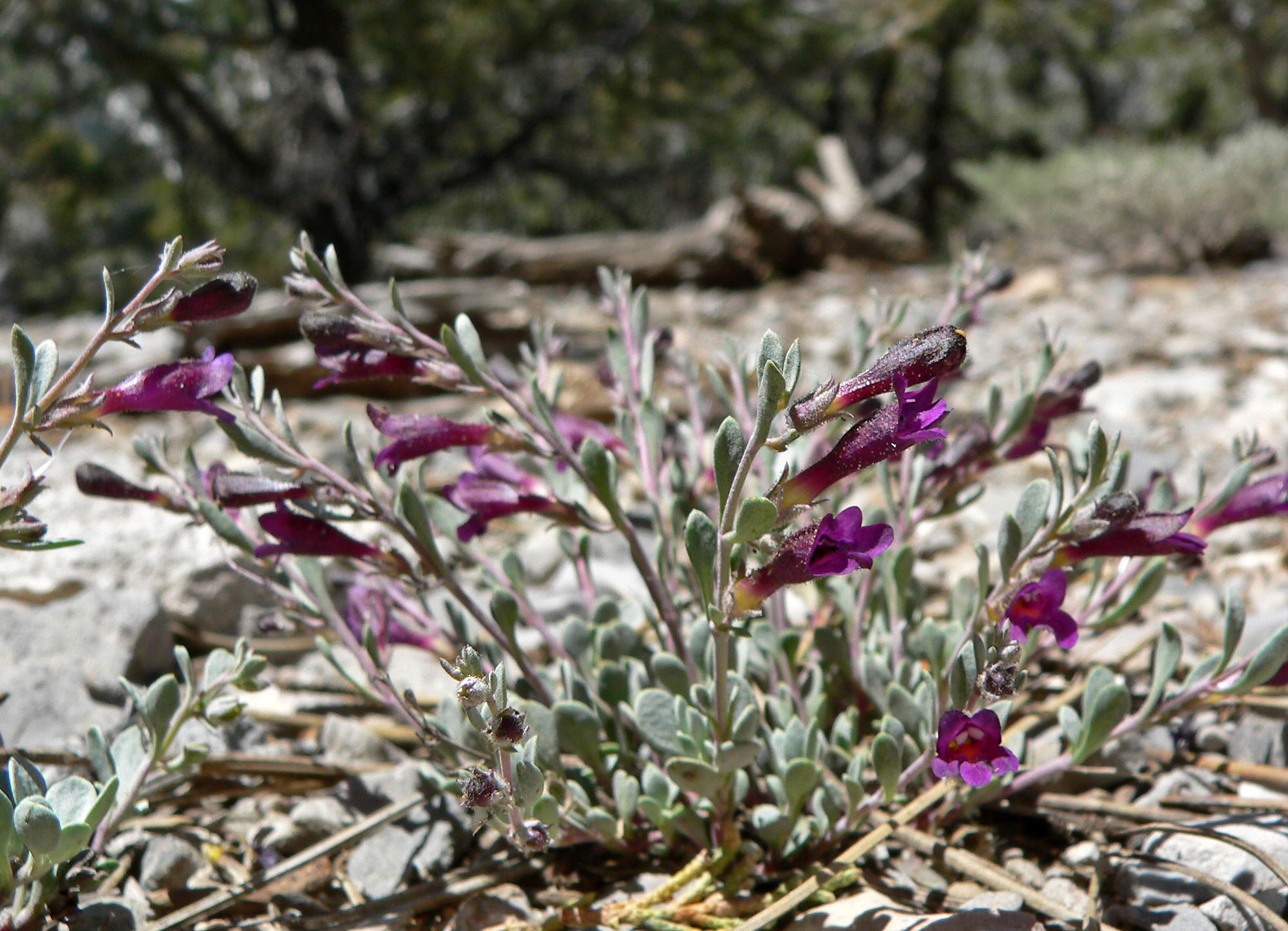
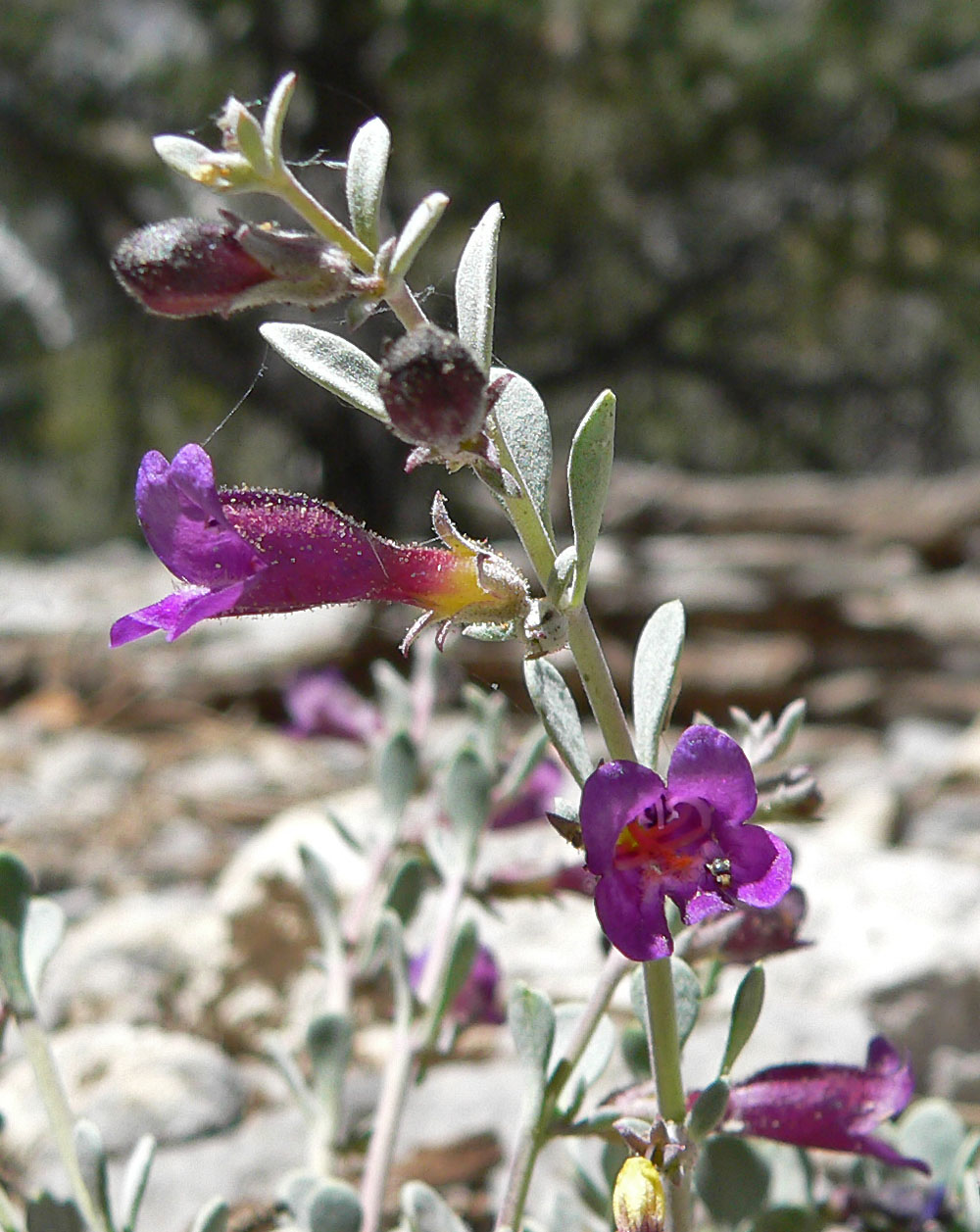
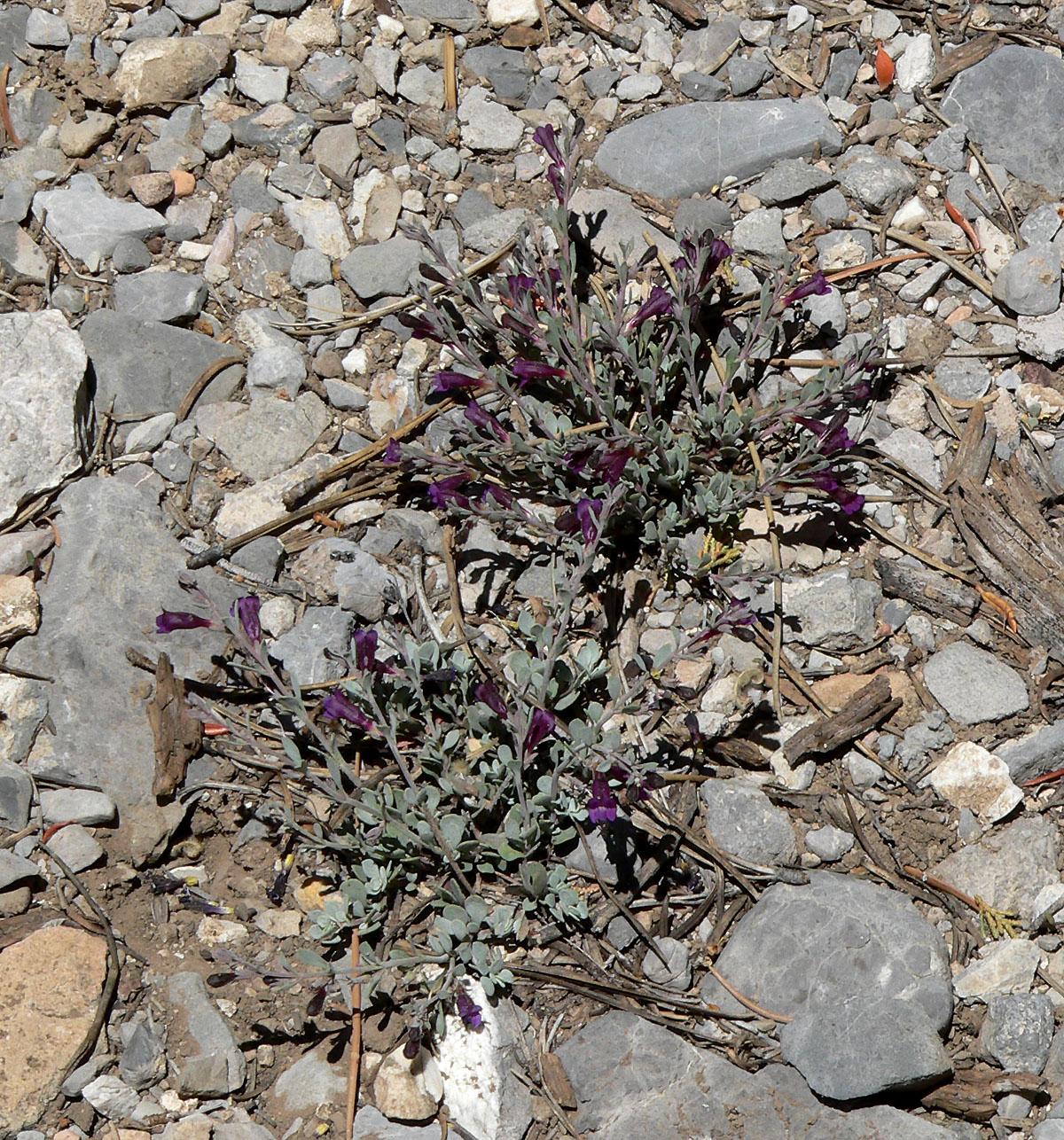